# Tactical Combat Casualty Care
Tactical Combat Casualty Care (TCCC) ist die Verwundetenversorgung im Gefecht gemäß Grundsätzen für die erweiterten, präklinischen Erste-Hilfe-Maßnahmen im Gefecht durch Soldaten als Ersthelfer und den Einsatzersthelfer. Deren Handeln ist durch die Notkompetenz rechtlich im Einsatz auf dem Gefechtsfeld gedeckt. TCCC basiert auf dem US-amerikanischen PHTLS-Konzept (Pre Hospital Trauma Life Support). Da sich TCCC ausschließlich mit der Versorgung auf dem Gefechtsfeld bezog, wurde als ziviles Pendant dazu, TECC – Tactical Emergency Casualty Care – als Leitlinie für zivile Notfallrettungsdienstleister entwickelt.

## Geschichte
TCCC wurde in den USA in den 1990er-Jahren entwickelt. Ausgangspunkt waren die Erfahrungen des Einsatzes in Mogadischu/Somalia 1993 mit der Schlacht von Mogadischu in der Operation Irene und Gothic Serpent. Beim TCCC ging es darum, Prozeduren und Schemata für die Behandlung von verwundeten Spezialkräften auf dem Gefechtsfeld zu entwickeln, da diese in ihren Missionen oftmals nur schwer an die Rettungskette des Sanitätsdienstes angebunden werden können. 1996 veröffentlichten Captain Frank K. Butler (USN SEAL), Lieutenant Colonel J. Hagmann und EG Butler den Aufsatz „Tactical Combat Casualty Care in Special Operations“. 1999 wurden die TCCC-Grundsätze in die 4. Auflage des Handbuches für die US-Rettungsmedizin PHTLS aufgenommen. 2001 erfolgte mit Unterstützung des USSOCOM die Gründung des Committee on TCCC. 2004 übernahm das Bureau of Medicine and Surgery die Förderung der TCCC-Prinzipien. 2006 erschien mit der 6. Auflage des PHTLS-Handbuches erstmals eine eigene Militärausgabe. In Deutschland erfolgt die TCCC-Ausbildung seit mehreren Jahren am Ausbildungszentrum Spezielle Operationen. Seit November 2007 steht sie im Einsatz im Ausland durch eine Weisung für die erweiterte notfallmedizinische Qualifizierung von Spezialkräften auf einer rechtlichen Grundlage.

## Hintergrund
Die Verwundetenversorgung ist grundsätzlich Auftrag der Sanitätskräfte. Da diese aber aus völkerrechtlichen (Kennzeichnung, Bewaffnung, fehlender Kombattantenstatus) und auch aus anderen Gründen (mangelnde Ausbildung) nicht direkt an Kampfhandlungen teilnehmen, kann die Rettungskette nicht weit genug vorne geschlossen werden. Um diesen Risiken zu begegnen, erfolgt die erweiterte Qualifizierung von Kombattanten zu „Combat First Respondern“ (CFR, früher auch „Combat Medics“, deutsch „Einsatzersthelfer“).
Im Mittelpunkt stehen die für das Überleben Verwundeter entscheidenden ersten 5 Minuten (engl. platinum 5 minutes) und der folgenden, sogenannte Golden Hour (Goldene Stunde), in der der Verwundete einer ersten Behandlungseinrichtung wie einem Truppenverbandsplatz, heute Rettungsstation oder meist direkt einem Feldlazarett zugeführt wird. Auf der Ebene eines Großverbandes kann dazwischen durch den Sanitätsdienst auch ein Hauptverbandsplatz, heute Rettungszentrum eingerichtet werden. In diesen Zeiträumen steigern einfache aber zielgerichtete Erste-Hilfe-Maßnahmen auch von Nichtsanitätspersonal die Überlebenswahrscheinlichkeit Verwundeter signifikant.

## Phasen des TCCC

### Ersthilfe unter Beschuss (Care under Fire)
Während der „Care under Fire“ erfolgen die ersten medizinischen Maßnahmen im Feuerkampf, der dabei nach dem Grundsatz „das beste Mittel im Gefecht ist Feuerüberlegenheit“ weitergeführt wird, auch durch den Verwundeten.

### Ersthilfe auf dem Gefechtsfeld (Tactical Field Care = Platinium Minutes)
Zur „Tactical Field Care“ (Platinium Minutes) gehören das „Initial Trauma Assessment“ (orientierende Erstuntersuchung) durch den CFR in der ersten Deckung sowie – nach Lösen vom Feind – „Reassessment“ und das „Rapid Trauma Assessment“ (weitergehende Untersuchung auch durch Auskleiden und der Suche nach weiteren Wunden, insbesondere Austrittswunde bei Schussverletzung) mit entsprechender Behandlung.

### Ersthilfe beim Abtransport vom Gefechtsfeld (Tactical Evacuation Care = Golden Hour)
Die während der Evakuierung durchgeführte „Tactical Evacuation Care“ (Golden Hour) kann entweder durch den CFR oder bereits durch organische Sanitätskräfte erfolgen und umfasst Maßnahmen des Verwundetenrettung (CasEvac) oder des MedEvac.

## Ausblick
Die Bundeswehr führte im Rahmen der Lehrgänge „Einsatzersthelfer A/B“ die Grundsätze des TCCC querschnittlich ein. Für alle Soldaten ist die Qualifizierung zum Einsatzersthelfer A verpflichtend. Je Teileinheit werden einzelne Soldaten als Einsatzersthelfer B ausgebildet. Für Spezialkräfte der Bundeswehr erfolgt die Ausbildung umfangreicher zum Combat First Responder.
Ab 2025 werden die Soldatinnen und Soldaten, angelehnt an das US System, in nachfolgenden Ebenen ausgebildet:
- All Service Members für alle Soldatinnen und Soldaten (Einsatzersthelfer A/B),
- Combat LifeSaver für spezialisierte und Spezialkräfte (Combat First Responder),
- Combat Medic / Corpsman für Einsatzsanitäter,
- Combat Paramedic / Provider für Einsatznotfallsanitäter der Bundeswehr.

Die Aus- und Weiterbildung erfolgt für nicht-sanitätsdienstliches Personal durch die  Sanitätsstaffeln Einsatz im Rahmen des Lehrgang Einsatzersthelfer A/B sowie das Ausbildungszentrum Spezielle Operationen für Combat First Responder. Sanitätsdienstliches Personal wird durch die  Ausbildungs- und Simulationszentren und die Sanitätsakademie der Bundeswehr in 13 Ausbildungstage aus- bzw. weitergebildet.